# 天祥攝影器材公司
天祥攝影器材公司（Tin Cheung Camera Company），簡稱「天祥攝影」或「天祥」，创办于1992年，是香港一间摄影器材零售/批發店。主要销售照相机、鏡頭、相機包及其相关的各种摄影器材。店内以品种丰富著称。
天祥攝影曾贊助鳳園蝴蝶保育區攝影比賽，也與聯強國際（香港）有限公司和石利洛香港有限公司合辦「色彩管理體驗工作坊」。

## 歷史
天祥攝影器材公司創立於1992年，原本位於尖沙咀彌敦道東英大廈，因東英大廈的業主華人置業於2005年6月宣佈於2006年拆卸重建及擴張，遷入加拿分道6號B集友大廈5號，並於2005年10月1日正式重新開張營業。，不過後來再遷往河內道18號K11購物藝術館3樓301號鋪。

## 分店
九龍區天祥分店
- 旺角山東街47-51號星際城市1樓120–122及136號舖
- 尖沙咀麼地道1號E美麗都大廈地下31號舖
- 尖沙咀彌敦道63號iSQUARE國際廣場508號舖

港島區天祥分店
- 中環史丹利街60號明珠行地下2號鋪

## 互聯網
2001年天祥攝影器材公司網頁網站啟用，當時只提供公司資訊和有關攝影器材的相關資訊，直到2005年網上交易平台啟用，提供電子業務。

## 主要销售设备
1. 大画幅相机、中画幅相机、双反相机、單鏡反光相機、135相机、旁轴相机、數碼單鏡反光機、数码照相机
2. 鏡頭
3. 闪光灯、測光表
4. 脚架
5. 相機包
6. 電池、記憶卡、頸帶、手帶及其相关的各种攝影设备、物品